# Borås
Borås je město v jihozápadním Švédsku, v provincii Västra Götaland. V současnosti (2005) zde žije 63 441 obyvatel, v celé metropolitní oblasti pak zhruba 100 000. Město je domovem úspěšného fotbalového klubu IF Elfsborg. Borås je centrem textilního průmyslu ve Švédsku.

## Dějiny
Městu Borås dal jeho privilegia v roce 1621 král Gustav II. Adolf. Důvodem bylo dát obchodníkům právní prodejní místo pro své zboží. Město se brzy po založení rozvíjelo.
Borås čtyřikrát zpustošil požár: v letech 1681, 1727, 1822 a 1827. Kostel Caroli je nejstarší budovou v Borås a odolal všem požárům.

## Ekonomika
Mimo město leží park Viared, existuje zde řada společností se specializací v oblasti logistiky. Ve městě podnikají Společnost "SWEDAC" a Ericsson, který zde má velký výrobní závod na výrobu mobilních telefonů. Společnosti v Borås úzce spolupracují se zdejší univerzitou, stejně jako se SP, což je největší technický výzkumný institut ve Švédsku. Kromě toho, že provozuje atomové hodiny, které stanovují národní čas, provádí SP různé testy a výzkum na podporu bezpečnosti spotřebitelů.
V městském znaku jsou znázorněny dvoje nůžky na stříhání ovcí, je to také hold obrovskému množství kovářů, kteří v minulosti ve městě působili. V současné době drží Borås švédský rekord v počtu zavedených zásilkových firem.[zdroj?]

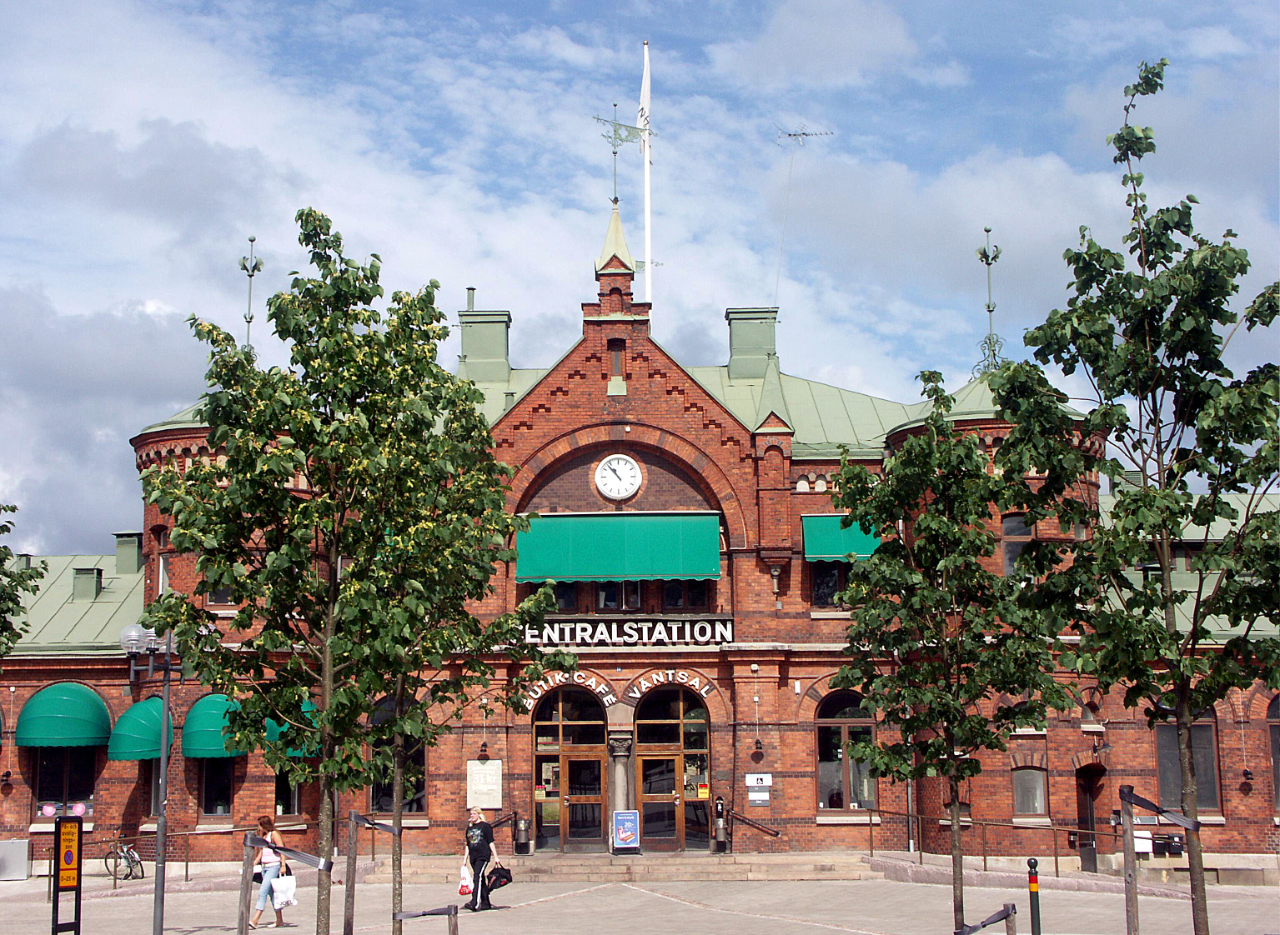
Hlavní železniční nádraží

## Osobnosti města
- AronChupa (* 1991), zpěvák a DJ
- Little Sis Nora (* 1996), zpěvačka, písničkářka a mladší sestra AronChupy
- Ingvar Carlsson (* 1934), politik a bývalý premiér Švédska
- Shirley Clamp (* 1973), popová zpěvačka
- Carolina Klüftová (* 1983), mistryně světa v sedmiboji
- Helena Paparizou (* 1982), řecká zpěvačka, vítězka Eurovize 2005
- Apollo Papathanasio (* 1969), heavymetalový zpěvák řeckého původu
- Johan Wiland (* 1982), švédský fotbalista, brankář